# Associação dos Escuteiros de Cabo Verde
A Palavra  Associação de Escuteiros de Cabo Verde (AECV) aparece pela primeira vez na Ordem nº1 do Agrupamento de São Domingos em 1976, escrito pelo fundador do Agrupamento, o Padre Firmino de Sá Cachada, missionário português da congregação dos Missionários do Espírito Santo, quando ainda estava em missão na paróquia de São Nicolau Tolentino, Concelho de São Domingos.  Na altura, esse Agrupamento de São Domingos, na ilha de Santiago, era o único existente e ativo em todo o Cabo Verde. Tinha sido criado, ainda antes da independência de Cabo Verde, em 1973, como o Agrupamento nº 401 do Corpo Nacional de Escutas (Escutismo Católico Português). 
A AECV nasceu oficialmente a 2 de Dezembro de 1990 sendo reconhecida dois anos depois, a 1992 no Palácio da Assembleia, e em 2002 torna-se membro da Organização Mundial do Movimento Escoteiro (OMME). Em 2004 a associação tinha 733 membros.